# Hieracium krasanii
Hieracium krasanii es una especie de planta con flor del género Hieracium, de la familia Asteraceae, orden Asterales.

## Distribución
Hieracium krasanii se distribuye por Rumania y Ucrania.

## Taxonomía
Fue descrita científicamente por Woloszczak.
Tratamiento taxonómico
La especie aparece registrada en una sección de la publicación Spraw. Komis. Fizjogr.